# Circuito de Getxo 2024
De 79e editie van de wielerwedstrijd Circuito de Getxo vond plaats op 11 augustus 2024. De wedstrijd startte in Bilbao en finishte 173 kilometer later in Getxo. De wedstrijd maakte deel uit van de UCI Europe Tour, met de categorie 1.1. De Spanjaard Jon Barrenetxea won, voor de Fransman Clément Champoussin en Orluis Aular uit Venezuela.

## Uitslag
| Plaats  | Naam                | Ploeg                  | Tijd     |
| ------- | ------------------- | ---------------------- | -------- |
| Winnaar | Jon Barrenetxea     | Movistar               | 4u11'21" |
| 2       | Clément Champoussin | Arkéa-B&B Hotels       | z.t.     |
| 3       | Orluis Aular        | Caja Rural-Seguros RGA | z.t.     |
| 4       | Thomas Silva        | Caja Rural-Seguros RGA | z.t.     |
| 5       | Eduard Prades       | Caja Rural-Seguros RGA | z.t.     |
| 6       | Diego Pablo Sevilla | Polti Kometa           | z.t.     |
| 7       | Quinn Simmons       | Lidl-Trek              | z.t.     |
| 8       | Fernando Barceló    | Caja Rural-Seguros RGA | + 6"     |
| 9       | Afonso Eulálio      | ABTF Betão-Feirense    | z.t.     |
| 10      | Andreas Kron        | Lotto Dstny            | z.t.     |
| 11      | Fabien Grellier     | TotalEnergies          | + 7"     |
| 12      | Javier Romo         | Movistar               | + 10"    |
| 13      | Matteo Fabbro       | Polti Kometa           | + 13"    |
| 14      | Joel Nicolau        | Caja Rural-Seguros RGA | z.t.     |
| 15      | Kenny Elissonde     | Cofidis                | + 15"    |
| 16      | Arjen Livyns        | Lotto Dstny            | z.t.     |
| 17      | Alejandro Franco    | Burgos-BH              | z.t.     |
| 18      | Jordi López         | Kern Pharma            | + 20"    |
| 19      | Einer Rubio         | Movistar               | + 41"    |
| 20      | Antonio Pedrero     | Movistar               | + 1'51"  |
|         |                     |                        |          |
| 72      | Alex Molenaar       | Illes Balears Arabay   | + 5'35"  |

1924 · 1925 · 1926 · 1927 · 1928 · 1929 · 
1930 · 1931–1933 · 1934 · 1935 · 1936–1939 · 
1940 · 1941 · 1942 · 1943 · 1944 · 1945 · 1946 · 1947 · 1948 · 1949 · 
1950 · 1951 · 1952 · 1953 · 1954 · 1955 · 1956 · 1957 · 1958 · 1959 · 
1960 · 1961 · 1962 · 1963 · 1964 · 1965 · 1966 · 1967–1979 · 
1980 · 1981 · 1982 · 1983 · 1984 · 1985 · 1986 · 1987 · 1988 · 1989 · 
1990 · 1991 · 1992 · 1993 · 1994 · 1995 · 1996 · 1997 · 1998 · 1999 · 
2000 · 2001 · 2002 · 2003 · 2004 · 2005 · 2006 · 2007 · 2008 · 2009 · 
2010 · 2011 · 2012 · 2013 · 2014 · 2015 · 2016 · 2017 · 2018 · 2019 · 
2020 · 2021 · 2022 · 2023 · 2024 · 2025